# Incubo a seimila metri
Incubo a seimila metri è una raccolta di racconti del terrore di Richard Matheson, in cui lo scrittore miscela realtà e paura con «parole secche come mitraglia», come dice un articolo su Alias, supplemento de: Il manifesto. 

## I racconti

### Incubo a seimila metri
Un uomo su un volo di linea vede una creatura danneggiare i motori ma nessuno vuole credergli.

### Il vestito di seta bianca
La storia inquietante di una bambina orfana che prova una forte attrazione per tutto ciò che era appartenuto alla madre, in vita. In particolare, il suo vestito di seta bianca. Ma durante una delle sue esplorazioni nella camera della mamma con l'amica di giochi Mary Jane, il vestito prende possesso del corpo della bambina...

### Figlio di sangue
Vampirismo e destino (vedi Io sono leggenda). Il ragazzo strano che ama il sangue finisce nelle braccia di chi lo aveva già predestinato.

### Dai canali
Geniale costruzione poliziesco-psicologica. Una confessione di parricidio e matricidio con tanto di nastro che scorre (come l'ultimo nastro di Krapp?) e orrore scoperto passo per passo.

### Guerra di streghe
È normale che un gruppo di belle ragazze combatta una guerra fatta di visioni e comandi sanguinari. Dopo la notte del terrore, arriva l'ora della colazione.

### La casa impazzita
Magistrale racconto di un'ossessione funesta. L'ira, la rabbia, trasformano persino gli oggetti in nemici animati. E tutto è nemico dell'uomo, cassetti, lampade, scrivanie, anche i coltelli con i quali si ammazza. I fantasmi, dice Matheson, stanno dentro di lui.

### Eliminazione lenta
Un uomo racconta la propria sparizione, momento per momento, fatto per fatto, pezzetto per pezzetto, la sua vita non c'è più.

### La legione dei cospiratori
Anche qui la nevrosi parte dall'io e si riversa sulla società. È in atto una congiura per eliminare il buon signor Jasper, i congiurati aumentano di numero e stanno ordendo la loro trama, ma Jasper si ribella, si difende, ne accoltella un gruppo. Follia improvvisa, secondo i giornali, ma noi sappiamo bene perché tutto questo è avvenuto.

### Una chiamata da lontano
La morte si avvicina piano piano alla sua vittima designata, che sente telefonate misteriose e mute, poi parole smozzicate, fino all'appuntamento fatale. Naturalmente nessuno crede alla povera donna che lancia l'allarme per questo disturbatore sconosciuto.

### Paglia umida
L'incubo di un omicidio torna a galla attraverso l'odore di paglia umida. Poi si materializza in sogno, ma realtà e immaginario sono troppo vicini, avvinghiati come la morte che riunisce marito e moglie, assassino e vittima. A suggello di un'antica promessa.

### La danza dei morti
Esperienze psichedeliche e mondo macabro dell'occultismo. Un viaggio allucinante di quattro giovani.

### I figli di Noè
Perché la polizia ferma un automobilista in un villaggio desolato e apparentemente disabitato? Perché viene cacciato in prigione senza una spiegazione? Perché deve comparire davanti al giudice? Perché l'incubo non finisce? Perché il signor Ketchum sta chiuso in una stanza dopo aver visto una strana agitazione in paese e il cartello "grigliata"? Mi sa che finirà male, anzi malissimo.

### L'uomo dei giorni di festa
Immaginate che un giornale sappia sempre in anticipo quanti morti ci saranno in un week-end di festa. E che pubblichi anche i dettagli di quelle morti. C'è un uomo che per lavoro ha le visioni e, come un travet qualunque, va in ufficio, si stende sul divano e comincia a soffrire. Poi il giornale pubblica.

### Il nuovo vicino di casa
Tutto cambia nel quartiere con l'arrivo del nuovo vicino di casa. I rapporti fra famiglie si deteriorano, affiorano scandali, ci sono sabotaggi, la vita diventa violenta e impossibile. Ci sono scontri, liti, follie e omicidi. Finale abbagliante: "È ora di trasferirsi", dice il mite, gentile e premuroso Theodore Gordon.

### Grilli
C'è una logica nel linguaggio dei grilli. Noi sentiamo solo un cri-cri a volte fastidioso, ma loro chiamano qualcuno, lo chiamano verso la morte. E non è bello sentir pronunciare il proprio nome.

### Primo anniversario
Un matrimonio felice, l'amore, il piacere fisico. Poi un piccolo segnale ("Sai di acido", dice lui a lei), altri segnali, la sparizione dei sensi. Ma solo verso la moglie, che alla fine diventa agli occhi di lui una poltiglia disgustosa. Addio.

### La preda
Mai regalare un idoletto di cui non si sa nulla a un amante appassionato di occultismo. Potresti scatenare l'ira di "colui che uccide" e la guerrà sarà violenta sanguinosa, senza quartiere, un ritorno al tribalismo.

## Edizioni
- Richard Matheson, Incubo a seimila metri e altri racconti, traduzione di Maurizio Nati, collana TIF (Tascabili Immaginario Fanucci), Fanucci, 2004,  p. 267, ISBN 88-347-0994-2.